# Coppa dell'Imperatrice 2009 (pallavolo)
La Coppa dell'Imperatrice 2009 ei è svolta dal 14 novembre al 20 dicembre 2009: al torneo hanno partecipato 24 squadre di club giapponesi e la vittoria finale è andata per la prima volta alle Hisamitsu Springs.

## Regolamento
La competizione prevede che vi prendano parte 24 squadre, che si affrontano in gara secca per tutto il corso del torneo, dal primo turno alla finale. I club provenienti dalla V.Premier League scendono in campo solo da secondo turno.

## Partecipanti
| - Aichi Gakuin Daigaku - Ageo Medics - Denso Airybees - Chukyo Daigaku - Forest Leaves Kumamoto - Higashi Kyusyu Ryukoku - Hisamitsu Springs - Hitachi Sawa Rivale | - Hokkaidō Kyōiku Daigaku - JT Marvelous - Kenshokai RedHearts - Kurobe AquaFairies - NEC Red Rockets - Kanoya Taiiku Daigaku - Okayama Seagulls - PFU BlueCats | - Pioneer Red Wings - Sanyo Redthor - Senri Kinran Daigaku - Shujitsu - Tōhoku Fukushi Daigaku - Toray Arrows - Toyota Queenseis - Tsukuba Daigaku |

## Torneo

### Primo turno
| 22 novembre 2009 ?, ? Durata: ? - Spettatori: ? | Aichi Gakuin Daigaku | 0 - 3 | Kurobe AquaFairies      | 19-25, 19-25, 20-25        |
| 22 novembre 2009 ?, ? Durata: ? - Spettatori: ? | Senri Kinran Daigaku | 3 - 1 | Forest Leaves Kumamoto  | 30-32, 25-20, 25-20, 25-23 |
| 22 novembre 2009 ?, ? Durata: ? - Spettatori: ? | Kenshokai RedHearts  | 3 - 1 | Chukyo Daigaku          | 25-14, 23-25, 25-19, 25-17 |
| 14 novembre 2009 ?, ? Durata: ? - Spettatori: ? | Hitachi Sawa Rivale  | 3 - 0 | Tōhoku Fukushi Daigaku  | 25-0, 25-0, 25-0           |
| 22 novembre 2009 ?, ? Durata: ? - Spettatori: ? | Ageo Medics          | 3 - 0 | Hokkaidō Kyōiku Daigaku | 25-17, 25-13, 25-16        |
| 14 novembre 2009 ?, ? Durata: ? - Spettatori: ? | Tsukuba Daigaku      | 3 - 1 | PFU BlueCats            | 17-25, 25-10, 25-20, 25-22 |
| 22 novembre 2009 ?, ? Durata: ? - Spettatori: ? | Sanyo Redthor        | 0 - 3 | Higashi Kyusyu Ryukoku  | 20-25, 20-25, 21-25        |
| 23 novembre 2009 ?, ? Durata: ? - Spettatori: ? | Shujitsu             | 0 - 3 | Kanoya Taiiku Daigaku   | 11-25, 17-25, 18-25        |

### Secondo turno
| 17 dicembre 2009 Tokyo Metropolitan Gymnasium, Tokyo Durata: ? - Spettatori: ? | Kurobe AquaFairies     | 0 - 3 | Toray Arrows      | 27-29, 21-25, 13-25               |
| 17 dicembre 2009 Tokyo Metropolitan Gymnasium, Tokyo Durata: ? - Spettatori: ? | Senri Kinran Daigaku   | 0 - 3 | JT Marvelous      | 12-25, 10-25, 13-25               |
| 17 dicembre 2009 Tokyo Metropolitan Gymnasium, Tokyo Durata: ? - Spettatori: ? | Kenshokai RedHearts    | 0 - 3 | Toyota Queenseis  | 19-25, 20-25, 18-25               |
| 17 dicembre 2009 Tokyo Metropolitan Gymnasium, Tokyo Durata: ? - Spettatori: ? | Hitachi Sawa Rivale    | 0 - 3 | Denso Airybees    | 22-25, 19-25, 20-25               |
| 17 dicembre 2009 Tokyo Metropolitan Gymnasium, Tokyo Durata: ? - Spettatori: ? | Ageo Medics            | 3 - 0 | Okayama Seagulls  | 18-25, 22-25, 19-25               |
| 17 dicembre 2009 Tokyo Metropolitan Gymnasium, Tokyo Durata: ? - Spettatori: ? | Tsukuba Daigaku        | 0 - 3 | Hisamitsu Springs | 15-25, 13-25, 13-25               |
| 17 dicembre 2009 Tokyo Metropolitan Gymnasium, Tokyo Durata: ? - Spettatori: ? | Higashi Kyusyu Ryukoku | 3 - 2 | NEC Red Rockets   | 25-22, 24-26, 25-19, 17-25, 16-14 |
| 17 dicembre 2009 Tokyo Metropolitan Gymnasium, Tokyo Durata: ? - Spettatori: ? | Kanoya Taiiku Daigaku  | 0 - 3 | Pioneer Red Wings | 21-25, 18-25, 22-25               |

### Quarti di finale
| 18 dicembre 2009 Tokyo Metropolitan Gymnasium, Tokyo Durata: ? - Spettatori: ? | Toray Arrows           | 3 - 0 | JT Marvelous      | 25-17, 25-21, 25-17        |
| 18 dicembre 2009 Tokyo Metropolitan Gymnasium, Tokyo Durata: ? - Spettatori: ? | Toyota Queenseis       | 1 - 3 | Denso Airybees    | 17-25, 29-27, 17-25, 25-27 |
| 18 dicembre 2009 Tokyo Metropolitan Gymnasium, Tokyo Durata: ? - Spettatori: ? | Okayama Seagulls       | 0 - 3 | Hisamitsu Springs | 14-25, 19-25, 21-25        |
| 18 dicembre 2009 Tokyo Metropolitan Gymnasium, Tokyo Durata: ? - Spettatori: ? | Higashi Kyusyu Ryukoku | 3 - 1 | Pioneer Red Wings | 14-25, 25-19, 25-21, 25-18 |

### Semifinali
| 19 dicembre 2009 Tokyo Metropolitan Gymnasium, Tokyo Durata: ? - Spettatori: 3.000 | Toray Arrows           | 1 - 3 | Denso Airybees    | 25-16, 23-25, 33-35, 26-28 |
| 19 dicembre 2009 Tokyo Metropolitan Gymnasium, Tokyo Durata: ? - Spettatori: 3.500 | Higashi Kyusyu Ryukoku | 1 - 3 | Hisamitsu Springs | 22-25, 15-25, 25-23, 16-25 |

### Finale
| 20 dicembre 2009 Tokyo Metropolitan Gymnasium, Tokyo Durata: ? - Spettatori: 3.000 | Denso Airybees | 2 - 3 | Hisamitsu Springs | 25-18, 12-25, 10-25, 25-21, 12-15 |